# Västermalm, Sundsvall
Västermalm är en stadsdel väster om Sundsvalls centrum. Nuvarande Västermalm är platsen för den ursprungliga bebyggelsen vid tiden för Sundsvalls grundande. Vid nuvarande Widesbron över Selångersån gjordes ett försök att stoppa en invaderande rysk styrka som deltog i härjningarna av kusten 1721 i slaget vid Selånger i slutet av Stora nordiska kriget. Ryssarna segrade och brände staden. 
Med tiden flyttades stadskärnan österut och Västermalm utgjorde jordbruksmark. I takt med att staden växte togs marken i anspråk igen för bostäder och industrier. Nästa stora förvandling var efter Sundsvallsbranden 1888 som tros ha börjat på Västermalm. Även om Västermalm inte omfattades av planerna för Stenstaden omfattar stadsplanen brandgator i form av Västra Allén samt åstränderna.
I Väster gränsar Västermalm mot Selångers församling och Granlo, i öster mot stadskärnan i form av Stenstaden och Norrmalm, i söder mot Nacksta och i norr avgränsas stadsdelen av bergbranten upp mot Norra Stadsberget. Västermalm innefattar stadsdelsområdena Västhagen och Åkroken, samt Bünsowska tjärnen. Västermalm genomkorsas i östvästlig riktning av huvudgatorna Storgatan som övergår i Västra Vägen vid Widesbron samt av Universitetsallén som övergår i Granloholmsleden. I nord-sydlig riktning löper bland annat Sidsjövägen som leder viss trafik från Storgatan mot E14. 
I Västermalm finns bland annat Norrporten Arena, Sundsvalls sporthall,  Mittuniversitetets Sundsvallscampus på och runt Åkroken samt Västermalms gymnasium. Skolhusallén avgränsar Västermalm från Stenstaden och Norrmalm. Två större industribyggnader i stadsdelen är Bucher Emhart Glass samt det numer nedlagda Sundsvalls Bryggeri som även under en period drevs av Pripps och idag innehåller andra företag och friskvård/gym.